# Temporada da Indy Lights de 1998
Essa foi a 13° temporada do campeonato.

## Equipes e pilotos
Este gráfico reflete apenas as combinações confirmadas e citadas de piloto, motor e equipe.
| Equipe                | Chassis | Motor     | Pneus | No. | Piloto(s)          | Etapa(s) |
| --------------------- | ------- | --------- | ----- | --- | ------------------ | -------- |
| Tasman Motorsports    | Wildcat | Chevrolet | G     | 2   | Cristiano da Matta |          |
| Tasman Motorsports    | Wildcat | Chevrolet | G     | 1   | Airton Daré        |          |
| Johansson Motorsports | Wildcat | Honda     | G     | 6   | Guy Smith          |          |
| Johansson Motorsports | Wildcat | Honda     | G     | 5   | Luiz Garcia Jr.    |          |
| Conquest Racing       | Wildcat | Chevrolet | G     | 21  | Felipe Giaffone    |          |
| Conquest Racing       | Wildcat | Chevrolet | G     | 11  | Andy Boss          |          |
| Dorricott Racing      | Wildcat | Honda     | G     | 32  | Oriol Servià       |          |
| Dorricott Racing      | Wildcat | Honda     | G     | 31  | Philipp Peter      |          |
| Lucas Motorsports     | Wildcat | Honda     | G     | 14  | Geoff Boss         |          |
| Lucas Motorsports     | Wildcat | Honda     | G     | 15  | Brian Cunningham   |          |
| Team Green            | Wildcat | Chevrolet | G     | 27  | Naoki Hattori      |          |
| Team Green            | Wildcat | Chevrolet | G     | 3   | Wim Eyckmans       |          |
| Stewart Racing        | Wildcat | Chevrolet | G     | 4   | Sérgio Paese       |          |
| Stewart Racing        | Wildcat | Chevrolet | G     | 7   | Mattias Andersson  |          |
| Indy Regency Racing   | Wildcat | Chevrolet | G     | 16  | Shigeaki Hattori   |          |
| Indy Regency Racing   | Wildcat | Chevrolet | G     | 28  | Rodolfo Lavín      |          |
| Team Penske           | Wildcat | Chevrolet | G     | 9   | Casey Mears        |          |
| Team Penske           | Wildcat | Chevrolet | G     | 8   | Clint Mears        |          |
| Team Rahal            | Wildcat | Honda     | G     | 41  | Mike Borkowski     |          |
| Team Rahal            | Wildcat | Honda     | G     | 10  | Bud Kaeding        |          |
| Genoa Racing          | Wildcat | Honda     | G     | 61  | Cory Witherill     |          |
| Genoa Racing          | Wildcat | Honda     | G     | 12  | Eric Jensen        |          |
| Herdez Competition    | Wildcat | Chevrolet | G     | 87  | Mario Domínguez    |          |
| Herdez Competition    | Wildcat | Chevrolet | G     | 78  | Chris Simmons      |          |
| Mattco Raceworks      | Wildcat | Chevrolet | G     | 77  | Tony Renna         |          |
| Mattco Raceworks      | Wildcat | Chevrolet | G     | 76  | Mark Hotchkis      |          |
| Team Go               | Wildcat | Chevrolet | G     | 88  | Derek Higgins      |          |
| Team Go               | Wildcat | Chevrolet | G     | 89  | Jorge Goeters      |          |
| Bordin Racing         | Wildcat | Chevrolet | G     | 20  | Tim Moser          |          |
| PacWest Racing        | Wildcat | Chevrolet | G     | 18  | Didier André       |          |
| PacWest Racing        | Wildcat | Chevrolet | G     | 17  | Paul Morris        |          |
| PacWest Racing        | Wildcat | Chevrolet | G     | 19  | Paul Jasper        |          |

## Calendário
| #  | Data           | Grande Prêmio    | Circuito                                 | Local                         |
| -- | -------------- | ---------------- | ---------------------------------------- | ----------------------------- |
| 1  | 15 de Março    | GP da Flórida    | R Tamiami Park                           | Miami, Flórida                |
| 2  | 5 de Abril     | GP de Long Beach | R Ruas de Long Beach                     | Long Beach, Califórnia        |
| 3  | 27 de Abril    | GP de Nazareth   | O Nazareth Speedway                      | Nazareth, Pensilvânia         |
| 4  | 23 de Maio     | GP de Illinois   | O Gateway Motorsports Park               | Madison, Illinois             |
| 5  | 31 de Maio     | GP de Milwaukee  | O Milwaukee Mile                         | Milwaukee, Wisconsin          |
| 6  | 7 de Junho     | GP de Detroit    | R Renaissance Center                     | Detroit, Michigan             |
| 7  | 21 de Junho    | GP de Portland   | R Portland International Raceway         | Portland, Oregon              |
| 8  | 12 de Julho    | GP de Cleveland  | R Aeroporto de Cleveland Burke Lakefront | Cleveland, Ohio               |
| 9  | 19 de Julho    | GP de Toronto    | R Circuito de Rua de Toronto             | Toronto, Ontário              |
| 10 | 25 de Julho    | GP de Michigan   | O Michigan International Speedway        | Brooklyn, Michigan            |
| 11 | 2 de Agosto    | GP de Quebec     | R Circuito de Trois-Rivières             | Trois-Rivières, Quebec        |
| 12 | 6 de Setembro  | GP de Vancouver  | R Ruas de Vancouver                      | Vancouver, Colúmbia Britânica |
| 13 | 13 de Setembro | GP da Califórnia | R Ruas de Long Beach                     | Long Beach, Califórnia        |
| 14 | 31 de Outubro  | GP de Fontana    | O Auto Club Speedway                     | Fontana, Califórnia           |

## Resultados
| #  | Grande Prêmio    | Pole position      | Volta mais rápidas | Vencedores         | Vencedores            | Info   |
| #  | Grande Prêmio    | Pole position      | Volta mais rápidas | Piloto             | Equipe                | Info   |
| -- | ---------------- | ------------------ | ------------------ | ------------------ | --------------------- | ------ |
| 1  | GP da Flórida    | Sérgio Paese       | Cristiano da Matta | Shigeaki Hattori   | Indy Regency Racing   | [ 5 ]  |
| 2  | GP de Long Beach | Didier André       | Cristiano da Matta | Cristiano da Matta | Tasman Motorsports    | [ 6 ]  |
| 3  | GP de Nazareth   | Cristiano da Matta | Cristiano da Matta | Cristiano da Matta | Tasman Motorsports    | [ 7 ]  |
| 4  | GP de Illinois   | Jorge Goeters      | Cristiano da Matta | Shigeaki Hattori   | Indy Regency Racing   | [ 8 ]  |
| 5  | GP de Milwaukee  | Sérgio Paese       | Derek Higgins      | Derek Higgins      | Team Go               | [ 9 ]  |
| 6  | GP de Detroit    | Airton Daré        | Airton Daré        | Airton Daré        | Tasman Motorsports    | [ 10 ] |
| 7  | GP de Portland   | Guy Smith          | Brian Cunningham   | Guy Smith          | Johansson Motorsports | [ 11 ] |
| 8  | GP de Cleveland  | Luiz Garcia Jr.    | Luiz Garcia Jr.    | Luiz Garcia Jr.    | Johansson Motorsports | [ 12 ] |
| 9  | GP de Toronto    | Guy Smith          | Naoki Hattori      | Guy Smith          | Johansson Motorsports | [ 13 ] |
| 10 | GP de Michigan   | Tony Renna         | Cristiano da Matta | Tony Renna         | Mattco Raceworks      | [ 14 ] |
| 11 | GP de Quebec     | Cristiano da Matta | Cristiano da Matta | Cristiano da Matta | Tasman Motorsports    | [ 15 ] |
| 12 | GP de Vancouver  | Cristiano da Matta | Felipe Giaffone    | Cristiano da Matta | Tasman Motorsports    | [ 16 ] |
| 13 | GP de Long Beach | Didier André       | Derek Higgins      | Didier André       | PacWest Racing        | [ 17 ] |
| 14 | GP de Fontana    | Tony Renna         | Cory Witherill     | Mark Hotchkis      | Mattco Raceworks      | [ 18 ] |

## Classificação Final

### Resultado após quatorze etapas
Para cada corrida os pontos foram premiados: 20 pontos para o vencedor, 16 para o vice-campeão, 14 para o terceiro lugar, 12 para o quarto lugar, 10 para o quinto lugar, 8 para o sexto lugar, 6 sétimo, diminuindo para 1 ponto 12º lugar. Pontos adicionais foram concedidos ao vencedor da pole (1 ponto) e ao piloto que liderou a maioria das voltas (1 ponto).
| Pos | Driver             | STP | PHX | LBH | ALA | IGP | TEX | ROA | IOW | TOR | MDO | POC | GAT | POR | SNM | Pts |
| --- | ------------------ | --- | --- | --- | --- | --- | --- | --- | --- | --- | --- | --- | --- | --- | --- | --- |
| 1   | Cristiano da Matta | 2   | 1   | 1   | 3   | 10  | 2   |     |     |     |     |     |     |     |     | 154 |
| 2   | Didier André       | 14  | 5   | 2   | 12  | 15  | 5   |     |     |     |     |     |     |     |     | 123 |
| 3   | Guy Smith          | 3   | 8   | RET | 11  | RET | 8   |     |     |     |     |     |     |     |     | 110 |
| 4   | Felipe Giaffone    | RET | RET | 8   | 4   | 2   | 9   |     |     |     |     |     |     |     |     | 104 |
| 5   | Derek Higgins      | 7   | RET | 15  | 6   | 1   | 12  |     |     |     |     |     |     |     |     | 94  |
| 6   | Airton Daré        | RET | 9   | 5   | 9   | 8   | 1   |     |     |     |     |     |     |     |     | 78  |
| 7   | Oriol Servià       | 4   | RET | 13  | 16  | 14  | 6   |     |     |     |     |     |     |     |     | 73  |
| 8   | Tony Renna         | DNS | 12  | 10  | RET | 5   | 15  |     |     |     |     |     |     |     |     | 68  |
| 9   | Geoff Boss         | 9   | 2   | 12  | 15  | 4   | 3   |     |     |     |     |     |     |     |     | 67  |
| 10  | Naoki Hattori      | RET | 3   | 7   | 8   | 12  | RET |     |     |     |     |     |     |     |     | 66  |
| 11  | Philipp Peter      | 11  | 4   | RET | 2   | 9   | 10  |     |     |     |     |     |     |     |     | 62  |
| 12  | Luiz Garcia Jr     | RET | 10  |     | 20  | 11  | RET |     |     |     |     |     |     |     |     | 60  |
| 13  | Sérgio Paese       | RET |     | RET | 10  | 3   | RET |     |     |     |     |     |     |     |     | 53  |
| 14  | Shigeaki Hattori   | 1   | 11  | 14  | 1   | RET | RET |     |     |     |     |     |     |     |     | 52  |
| 15  | Mark Hotchkis      |     |     | 9   | RET | 7   | 4   |     |     |     |     |     |     |     |     | 50  |
| 16  | Jorge Goeters      | 16  | 15  | 11  | 5   | 6   | 16  |     |     |     |     |     |     |     |     | 34  |
| 17  | Brian Cunningham   | 12  | RET | 4   | RET | RET | 7   |     |     |     |     |     |     |     |     | 33  |
| 18  | Casey Mears        | 10  | 13  | 3   | 7   | 16  | 19  |     |     |     |     |     |     |     |     | 33  |
| 19  | Chris Simmons      | 5   | RET |     |     |     |     |     |     |     |     |     |     |     |     | 32  |
| 20  | Andy Boss          | 13  | 16  | 6   | 13  | RET | 14  |     |     |     |     |     |     |     |     | 22  |
| 21  | Paul Morris        | 6   | RET | RET | 18  | RET | 13  |     |     |     |     |     |     |     |     | 18  |
| 22  | Mike Borkowski     | RET | RET | 16  | 19  | RET | 11  |     |     |     |     |     |     |     |     | 15  |
| 23  | Cory Witherill     |     |     |     |     |     |     |     |     |     |     |     |     |     |     | 13  |
| 24  | Clint Mears        | DNS | DNS | RET | 17  | RET | 17  |     |     |     |     |     |     |     |     | 8   |
| 25  | Mattias Andersson  | 15  | 6   | 17  |     |     |     |     |     |     |     |     |     |     |     | 6   |
| 26  | Mario Domínguez    |     |     |     |     |     |     |     |     |     |     |     |     |     |     | 6   |
| 27  | Rodolfo Lavín      | 8   | 18  | DNS | RET | 13  | 18  |     |     |     |     |     |     |     |     | 5   |
| 28  | Bud Kaeding        |     |     |     | 14  | RET |     |     |     |     |     |     |     |     |     | 1   |
| 29  | Wim Eyckmans       |     |     |     |     |     |     |     |     |     |     |     |     |     |     | 1   |
| 30  | Tim Moser          |     | 14  |     |     |     |     |     |     |     |     |     |     |     |     | 0   |
| 31  | Eric Jensen        |     | 17  |     |     |     |     |     |     |     |     |     |     |     |     | 0   |
| 32  | Paul Jasper        |     |     |     |     |     |     |     |     |     |     |     |     |     |     | 0   |
| Pos | Driver             | STP | PHX | LBH | ALA | IMS | TEX | ROA | IOW | TOR | MDO | POC | GAT | POR | SNM | Pts |

| Pos | Driver             | STP | PHX | LBH | ALA | IGP | TEX | ROA | IOW | TOR | MDO | POC | GAT | POR | SNM | Pts |
| --- | ------------------ | --- | --- | --- | --- | --- | --- | --- | --- | --- | --- | --- | --- | --- | --- | --- |
| 1   | Cristiano da Matta | 2   | 1   | 1   | 3   | 10  | 2   |     |     |     |     |     |     |     |     | 154 |
| 2   | Didier André       | 14  | 5   | 2   | 12  | 15  | 5   |     |     |     |     |     |     |     |     | 123 |
| 3   | Guy Smith          | 3   | 8   | RET | 11  | RET | 8   |     |     |     |     |     |     |     |     | 110 |
| 4   | Felipe Giaffone    | RET | RET | 8   | 4   | 2   | 9   |     |     |     |     |     |     |     |     | 104 |
| 5   | Derek Higgins      | 7   | RET | 15  | 6   | 1   | 12  |     |     |     |     |     |     |     |     | 94  |
| 6   | Airton Daré        | RET | 9   | 5   | 9   | 8   | 1   |     |     |     |     |     |     |     |     | 78  |
| 7   | Oriol Servià       | 4   | RET | 13  | 16  | 14  | 6   |     |     |     |     |     |     |     |     | 73  |
| 8   | Tony Renna         | DNS | 12  | 10  | RET | 5   | 15  |     |     |     |     |     |     |     |     | 68  |
| 9   | Geoff Boss         | 9   | 2   | 12  | 15  | 4   | 3   |     |     |     |     |     |     |     |     | 67  |
| 10  | Naoki Hattori      | RET | 3   | 7   | 8   | 12  | RET |     |     |     |     |     |     |     |     | 66  |
| 11  | Philipp Peter      | 11  | 4   | RET | 2   | 9   | 10  |     |     |     |     |     |     |     |     | 62  |
| 12  | Luiz Garcia Jr     | RET | 10  |     | 20  | 11  | RET |     |     |     |     |     |     |     |     | 60  |
| 13  | Sérgio Paese       | RET |     | RET | 10  | 3   | RET |     |     |     |     |     |     |     |     | 53  |
| 14  | Shigeaki Hattori   | 1   | 11  | 14  | 1   | RET | RET |     |     |     |     |     |     |     |     | 52  |
| 15  | Mark Hotchkis      |     |     | 9   | RET | 7   | 4   |     |     |     |     |     |     |     |     | 50  |
| 16  | Jorge Goeters      | 16  | 15  | 11  | 5   | 6   | 16  |     |     |     |     |     |     |     |     | 34  |
| 17  | Brian Cunningham   | 12  | RET | 4   | RET | RET | 7   |     |     |     |     |     |     |     |     | 33  |
| 18  | Casey Mears        | 10  | 13  | 3   | 7   | 16  | 19  |     |     |     |     |     |     |     |     | 33  |
| 19  | Chris Simmons      | 5   | RET |     |     |     |     |     |     |     |     |     |     |     |     | 32  |
| 20  | Andy Boss          | 13  | 16  | 6   | 13  | RET | 14  |     |     |     |     |     |     |     |     | 22  |
| 21  | Paul Morris        | 6   | RET | RET | 18  | RET | 13  |     |     |     |     |     |     |     |     | 18  |
| 22  | Mike Borkowski     | RET | RET | 16  | 19  | RET | 11  |     |     |     |     |     |     |     |     | 15  |
| 23  | Cory Witherill     |     |     |     |     |     |     |     |     |     |     |     |     |     |     | 13  |
| 24  | Clint Mears        | DNS | DNS | RET | 17  | RET | 17  |     |     |     |     |     |     |     |     | 8   |
| 25  | Mattias Andersson  | 15  | 6   | 17  |     |     |     |     |     |     |     |     |     |     |     | 6   |
| 26  | Mario Domínguez    |     |     |     |     |     |     |     |     |     |     |     |     |     |     | 6   |
| 27  | Rodolfo Lavín      | 8   | 18  | DNS | RET | 13  | 18  |     |     |     |     |     |     |     |     | 5   |
| 28  | Bud Kaeding        |     |     |     | 14  | RET |     |     |     |     |     |     |     |     |     | 1   |
| 29  | Wim Eyckmans       |     |     |     |     |     |     |     |     |     |     |     |     |     |     | 1   |
| 30  | Tim Moser          |     | 14  |     |     |     |     |     |     |     |     |     |     |     |     | 0   |
| 31  | Eric Jensen        |     | 17  |     |     |     |     |     |     |     |     |     |     |     |     | 0   |
| 32  | Paul Jasper        |     |     |     |     |     |     |     |     |     |     |     |     |     |     | 0   |
| Pos | Driver             | STP | PHX | LBH | ALA | IMS | TEX | ROA | IOW | TOR | MDO | POC | GAT | POR | SNM | Pts |

| Cor             | Resultado                            |
| --------------- | ------------------------------------ |
| Ouro            | Vencedor                             |
| Prata           | 2º lugar                             |
| Bronze          | 3º lugar                             |
| Verde           | 4º e 5º lugares                      |
| Azul claro      | 6º–10º lugares                       |
| Azul escuro     | Completou a corrida (fora do Top 10) |
| Roxo            | Não completou a corrida              |
| Vermelho        | Não se classificou (NQ)              |
| Marrom          | Retirou-se da corrida (Wth)          |
| Preto           | Desclassificado (DSQ)                |
| Vermelho escuro | Não largou (DNS)                     |
| Vermelho escuro | Abandonou a corrida (C)              |
| Vazio           | Não participou                       |